# Berneval-le-Grand
Berneval-le-Grand és un municipi francès situat al departament del Sena Marítim i a la regió de Normandia. L'any 2007 tenia 1.186 habitants.

## Demografia

### Població
El 2007 la població de fet de Berneval-le-Grand era de 1.186 persones. Hi havia 468 famílies de les quals 94 eren unipersonals (41 homes vivint sols i 53 dones vivint soles), 163 parelles sense fills, 187 parelles amb fills i 24 famílies monoparentals amb fills.
La població ha evolucionat segons el següent gràfic:
Habitants censats

### Habitatges
El 2007 hi havia 566 habitatges, 469 eren l'habitatge principal de la família, 76 eren segones residències i 21 estaven desocupats. 516 eren cases i 43 eren apartaments. Dels 469 habitatges principals, 394 estaven ocupats pels seus propietaris, 65 estaven llogats i ocupats pels llogaters i 10 estaven cedits a títol gratuït; 6 tenien una cambra, 35 en tenien dues, 59 en tenien tres, 135 en tenien quatre i 234 en tenien cinc o més. 368 habitatges disposaven pel capbaix d'una plaça de pàrquing. A 200 habitatges hi havia un automòbil i a 218 n'hi havia dos o més.

### Piràmide de població
La piràmide de població per edats i sexe el 2009 era:
| Homes | Edats   | Dones |
| ----- | ------- | ----- |
| 0     | 95 o +  | 0     |
| 0     | 90 a 94 | 8     |
| 4     | 85 a 89 | 12    |
| 4     | 80 a 84 | 8     |
| 16    | 75 a 79 | 20    |
| 20    | 70 a 74 | 16    |
| 8     | 65 a 69 | 32    |
| 32    | 60 a 64 | 36    |
| 28    | 55 a 59 | 20    |
| 28    | 50 a 54 | 40    |
| 28    | 45 a 49 | 36    |
| 60    | 40 a 44 | 40    |
| 60    | 35 a 39 | 52    |
| 44    | 30 a 34 | 40    |
| 28    | 25 a 29 | 28    |
| 20    | 20 a 24 | 12    |
| 32    | 15 a 19 | 24    |
| 56    | 10 a 14 | 36    |
| 40    | 5 a 9   | 32    |
| 28    | 0 a 4   | 20    |

## Economia
El 2007 la població en edat de treballar era de 762 persones, 562 eren actives i 200 eren inactives. De les 562 persones actives 510 estaven ocupades (282 homes i 228 dones) i 53 estaven aturades (23 homes i 30 dones). De les 200 persones inactives 74 estaven jubilades, 61 estaven estudiant i 65 estaven classificades com a «altres inactius».

### Ingressos
El 2009 a Berneval-le-Grand hi havia 477 unitats fiscals que integraven 1.216 persones, la mediana anual d'ingressos fiscals per persona era de 18.684 €.

### Activitats econòmiques
Dels 29 establiments que hi havia el 2007, 1 era d'una empresa de fabricació d'altres productes industrials, 3 d'empreses de construcció, 11 d'empreses de comerç i reparació d'automòbils, 3 d'empreses de transport, 3 d'empreses d'hostatgeria i restauració, 1 d'una empresa d'informació i comunicació, 1 d'una empresa financera, 1 d'una empresa de serveis, 1 d'una entitat de l'administració pública i 4 d'empreses classificades com a «altres activitats de serveis».
Dels 5 establiments de servei als particulars que hi havia el 2009, 1 era un paleta, 1 empresa de construcció, 2 perruqueries i 1 restaurant.
Dels 3 establiments comercials que hi havia el 2009, 1 era una botiga de més de 120 m², 1 una botiga de menys de 120 m² i 1 una fleca.
L'any 2000 a Berneval-le-Grand hi havia 7 explotacions agrícoles.

## Equipaments sanitaris i escolars
L'únic equipament sanitari que hi havia el 2009 era una farmàcia.
El 2009 hi havia 1 escola maternal i 1 escola elemental.

## Poblacions més properes
El següent diagrama mostra les poblacions més properes.